# Selenops zairensis
Selenops zairensis är en spindelart som beskrevs av Benoit 1968. Selenops zairensis ingår i släktet Selenops och familjen Selenopidae. Inga underarter finns listade i Catalogue of Life.